# أم كلثوم بنت عبد الله
أم كلثوم بنت عبد الله بن جعفر بن ابي طالب بن عبد المطلب بن هاشم بن عبد مناف بن  قصي ابن كلاب قرشية حكيمة عاقلة من فضليات نساء عصرها. تزوجها يزيد بن معاوية بن أبي سفيان، وكان والده معاوية قد وجهه يغزو الروم في غزوة الطوانة، فأقام بدير سمعان، ووجه الجنود، فأصابهم الوباء، فقال يزيد بن معاوية:
فبلغ معاوية ما قال، فقال: أقسم بالله لتلحقن بهم حتى يصيبك ما أصابهم. فتهيا يزيد للرحيل وكتب إليه يقول: